# Lecanora maxima
Lecanora maxima är en lavart som beskrevs av Lynge. Lecanora maxima ingår i släktet Lecanora och familjen Lecanoraceae.   Inga underarter finns listade i Catalogue of Life.